# Mitteldestillat
Mitteldestillat nennt man die Produkte, die bei der Raffination von Rohöl im „mittleren“ Siedebereich (140 °C bis 370 °C) gewonnen werden. Sie fallen in zwei Primärfraktionen als Kerosin (Petroleum) mit einem Siedebereich von 140–250 °C und Gasöl mit einem Siedebereich von etwa 250–350 °C an. Dazu zählen leichtes Heizöl, Dieselkraftstoff und Jet A1.
Ebenso werden Komponenten, die bei der Rektifikation eines Vielstoffgemischs aus den mittleren Abzügen gewonnen werden, als Mitteldestillate bezeichnet (z. B.: Kerosin, Leichtgasöl, Schwergasöl).

## Zusammensetzung
Bei den Mitteldestillaten bilden die Alkane mit 70–80 % den Hauptbestandteil, unter ihnen die Naphthene mit 20–25 % und die
iso-Paraffine. In der Aromatenfraktion (20–30 %) herrschen die Alkylbenzole vor (bis etwa 15 %), gefolgt von den Alkylnaphthalinen. Auch die Indane (Benzolkern mit Cyclopentan kondensiert) sind mit 4–6 % noch durchaus deutlich vertreten. In Mitteldestillaten findet man Alkylbenzole, Alkylnaphthaline und Alkylanthracene. Aus massenspektroskopischen Untersuchungen lässt sich zusätzlich die symmetrische C-Verteilung um C18 bis C20 entsprechend dem Destillationsschnitt der Mitteldestillate zeigen. Indane und Indene gleicher Siedelage sind als Begleitsubstanzen vorhanden.
| Verbindungen          | Gewichts-% |
| --------------------- | ---------- |
| n- und iso-Alkane     | 50–53      |
| Monocyclische Alkane  | 10–16      |
| Dicyclische Alkane    | 6–9        |
| Tetracyclische Alkane | 1,5–4      |
| Alkylbenzole          | 4–12       |
| Indane, Tetraline     | 4–6        |
| Indene                | 0,5–1,5    |
| Naphthalin            | 0,1–0,2    |
| Alkylnaphthaline      | 7–9        |
| Acenaphthene          | 0,5–1,5    |
| Tricyclische Aromaten | 0,1–0,9    |

## Gewinnung der Mitteldestillate bei der Rohöldestillation
Bei der Destillation von Erdöl werden verschiedene Rohstoffe gewonnen.
Das vom Röhrenofen erhitzte Rohöl fließt in den Destillationsturm (auch Destillations-Kolonne genannt).
Dieser enthält eine große Anzahl von Böden, in denen sich von unten nach oben sinkende Temperaturen einstellen. Sobald die Öldämpfe nach oben steigen, kühlen sie ab und kondensieren. Je nach der Siedetemperatur geschieht das auf unterschiedlichen Böden der Kolonne.
Die Mitteldestillate werden durch Seitenabzüge aus der Destillationskolonne abgezogen. Schweres Gasöl wird knapp oberhalb des Rohöleintritts in die Kolonne abgezogen, Leichtgasöl wird einige Böden darüber,  Kerosin kurz unterhalb des Kolonnenkopfes.
In nachfolgenden Seitenstrippern werden ggf. leichte Anteile aus der jeweiligen Mitteldestillatfraktion entfernt. Hierdurch wird der Flammpunkt der jeweiligen Komponente erhöht.

### Aufbau einer Haupttrennsäule in der Erdölraffination
(Der komplette Aufbau ist unter dem Eintrag Erdölraffinerie beschrieben.)
- Die Kopffraktion wird in die Überdrucktrennsäule geleitet, in der Raffineriegas, Flüssiggase und Benzin gewonnen werden.
- Der erste Seitenabzug wird in den ersten Seitenstripper geleitet, wobei Kerosin produziert wird.
- Der zweite und dritte Seitenabzug sind die Mitteldestillatabzüge, die in den jeweils zweiten und dritten Seitenstripper geleitet werden. Hier werden die Gasölfraktionen gewonnen.
- Die Sumpffraktion wird entweder direkt als schweres Heizöl verwendet oder in der Vakuumdestillation in Bitumen und Vakuumgasöl aufgetrennt.